# Префектура Тотори
Тотори (Јапански:鳥取県; Tottori-ken) је префектура у Јапану која се налази у региону Чугоку на острву Хоншу. Главни град је Тотори.